# سهل أوه شيرينو
 اوه شيرينو  بفتح الألف وكسر الواو والشين وضم النون والواو، سهل زراعي مشهور، وقرية تاريخية ومنطقة زراعية ملاصقة لبادية كوخرد الجنوبية، أسفل جبل (كوه زير) جبل زير (جبال الجنوب) تابعة لناحية كوخرد  (بالفارسية: بخش كوخرد)   من توابع مدينة بستك في محافظة هرمزگان في جنوب إيران. هو سهل حصوي، وأرض واسعة بالجنوب الشرقي من بلدة كوخرد بمسافة 9 كيلومترات. تقع في جنوب سد بست كز وتعرف بــ (پُشتخِه اَوِه شِيرينو) باللهجة المحلية.

## جغرافية پُشتخِه سهل اوه شيرينو
الغور أو وادي بست كز هو منطقة تقع في جبال كوخرد الجنوبية، وتقسم إلى مناطق كثيرة منها « وادي اوه شيرينو»، وممر «صنخو» الاستراتيجي، حيث طريق القوافل في الأزمنة الماضية، وتقع على هذا الطريق الاسترتيجي استراحة روضه، وبجوارها واحات النخيل والآبار والبرك المياه العذبة.

## نجد
«پُشتخِه» وتعنى (نجد) هي ارض مرتفعة متسعة المساحة سطحها مستوى منحدرة من الجانبين في اللغة هو المكان المرتفع ويقابله لدى الجغرافيين مصطلح «الغور» وهو المنخفض. وقد أطلق الجغرافيون على عدة مواقع مسمى «نجد» مثل «نجد بست كز» وهو الهضبة الواقعة غرب سد بست كز، جنوباً عن صحراء بابير، سمي بذلك لارتفاعه عن مستنقع لمبير ملكي، وهي السهل المحاذي لبحيرة سد جابر. الأغوار الشمالية والأغوار الوسطى. توجد في الغور أخفض نقطة على سطح اليابسة، إذ أنه ينخفض عند ضفاف نهر مهران بحدود 310 متراً عن مستوى سطح البحر.

## حدود سهل اوه شيرينو
من الشمال: سد بست كز وسد بز التاريخي ومن الجنوب سلسلة جبال « جبل زير (كوه زير) » ومن الغرب وادي بست كز، ومن الشرق تنتهي بجبال وهضبة البختياري.

## الحيات البرية في سهل أوه شیرینو في منطقة جبال الجنوب
يوجد في جبال سهل أوه شیرینو طيور برية مختلفة كـ:
- القمري
- الحجل
- الصفرد
- حمام البري المطوق
- الأسرد
- الحجل الرملي
- فاختة النخيل
- الأسرد
- المدقي
- القوبعةٍ
- أم سالم
- فرخ السمن
- حصد
- القطا
- مخضرم
- الحطيبي
- مدقي مراعيد
- القبرة الصحراوية وبعض القنافذ والثعالب، والأشجار البرية المختلفة، تذهب الناس إلي هذه الأرض الجميلة للتمتع بملامحها الطبيعية. تقع أرض منطقة سهل أوه شیرینو الشهير ما بين هضبتين محاطة بمجموعة من الأشجار الضخمة وغير ذلك، وكذلك مجموعة كبيرة من الطيور المحلية تعشش على أغصان هذه الأشجار من مواسم التزاوج، خصوصاً في فصلي الربيع والصيف.[1]

## الفقع في سهل اوه شيرينو
ينبت في سهل اوه شيرينو الفقع بكثرة في فصل الشتاء بعد هطول المطر. وتنتشر في سهل مدي آباد بعض أنواع الأشجار الكبيرة مثل: السلم (شجرة)(1) والسمر (2) السدر (3) والغاف(4).
- السلم: شجـر من العـضاء، وورقها القـرظ الـذي يُـدبغ بـه الأديم.
- السمر: شجـر من العـضاء (كل شجر يعظم وله شوك).
- السدر: أو السدرة، شجـرة النـبـق، وقـد ورد ذكرها في القـرآن الكريم.
- الغاف:  شجرة شوكية من الفصيلة البقولية التي تنمو في البيئة الصحراوية الحارة. تنتشر اشجار الغاف في عدة مناطق منه شبه الجزيرة العربية وبلاد الشام وإيران.

## صور الحيوانات الطيور في سهل اوه شيرينو فيناحية كوخرد

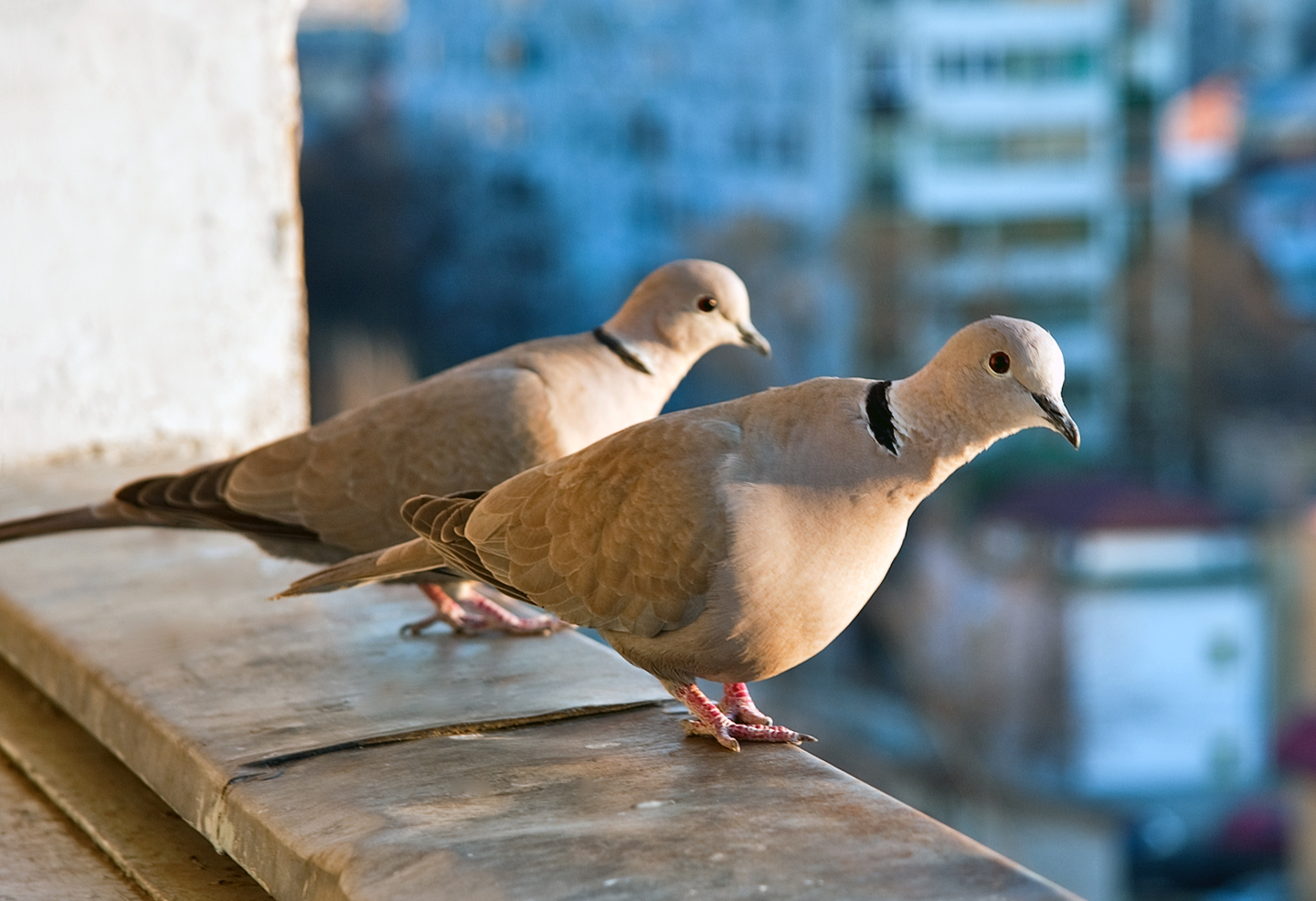
يمامة مطوقة
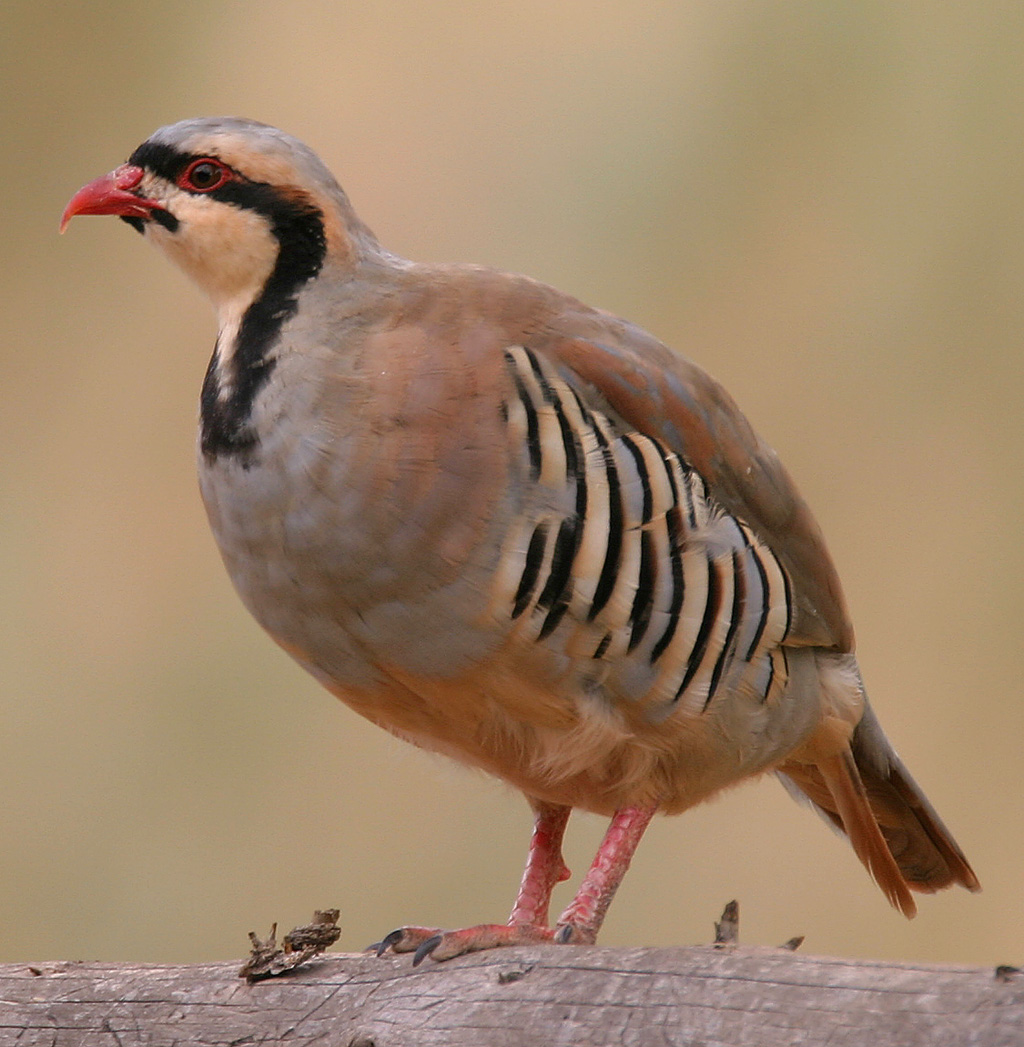
الحجل
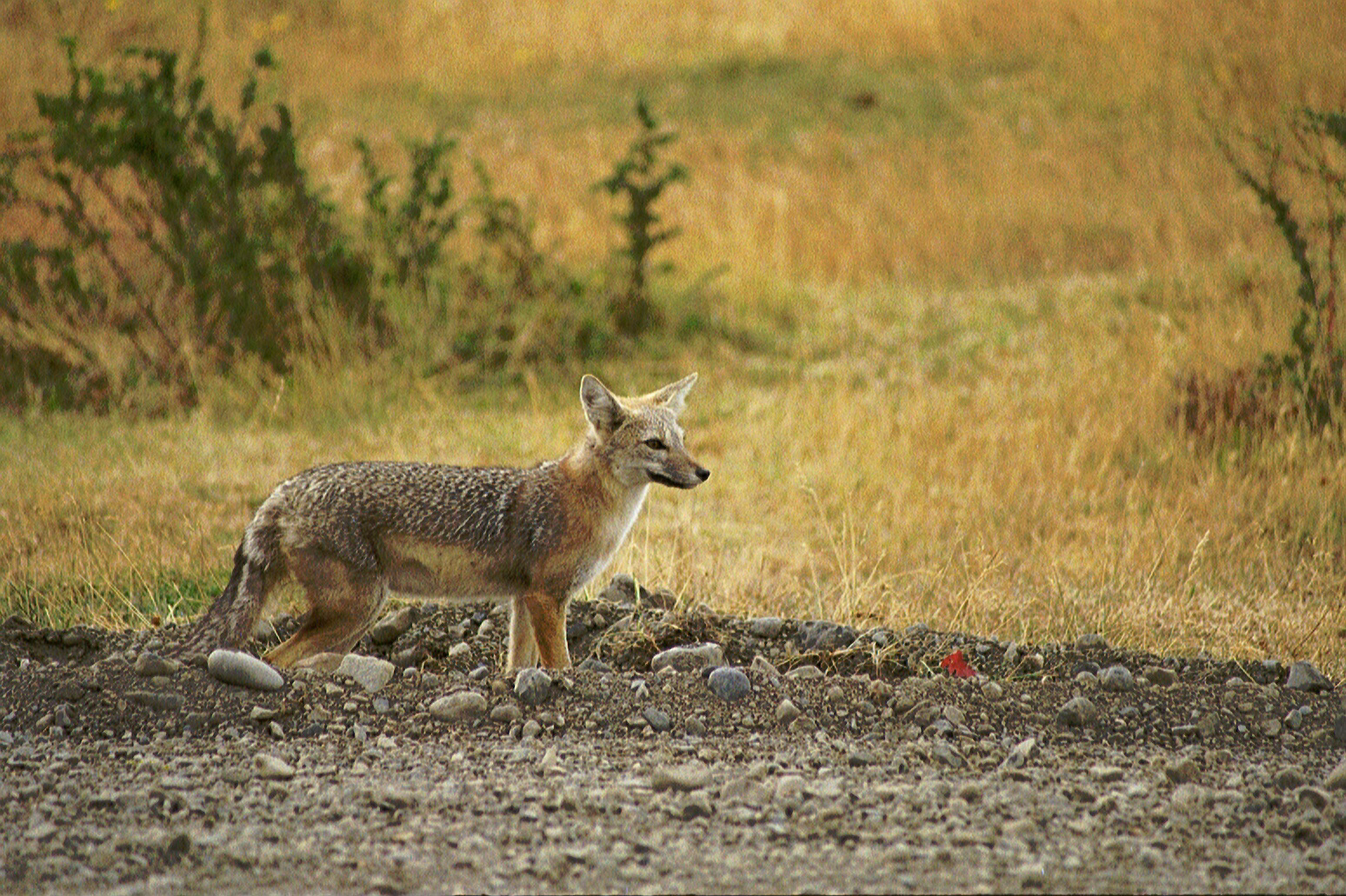
ثعلب
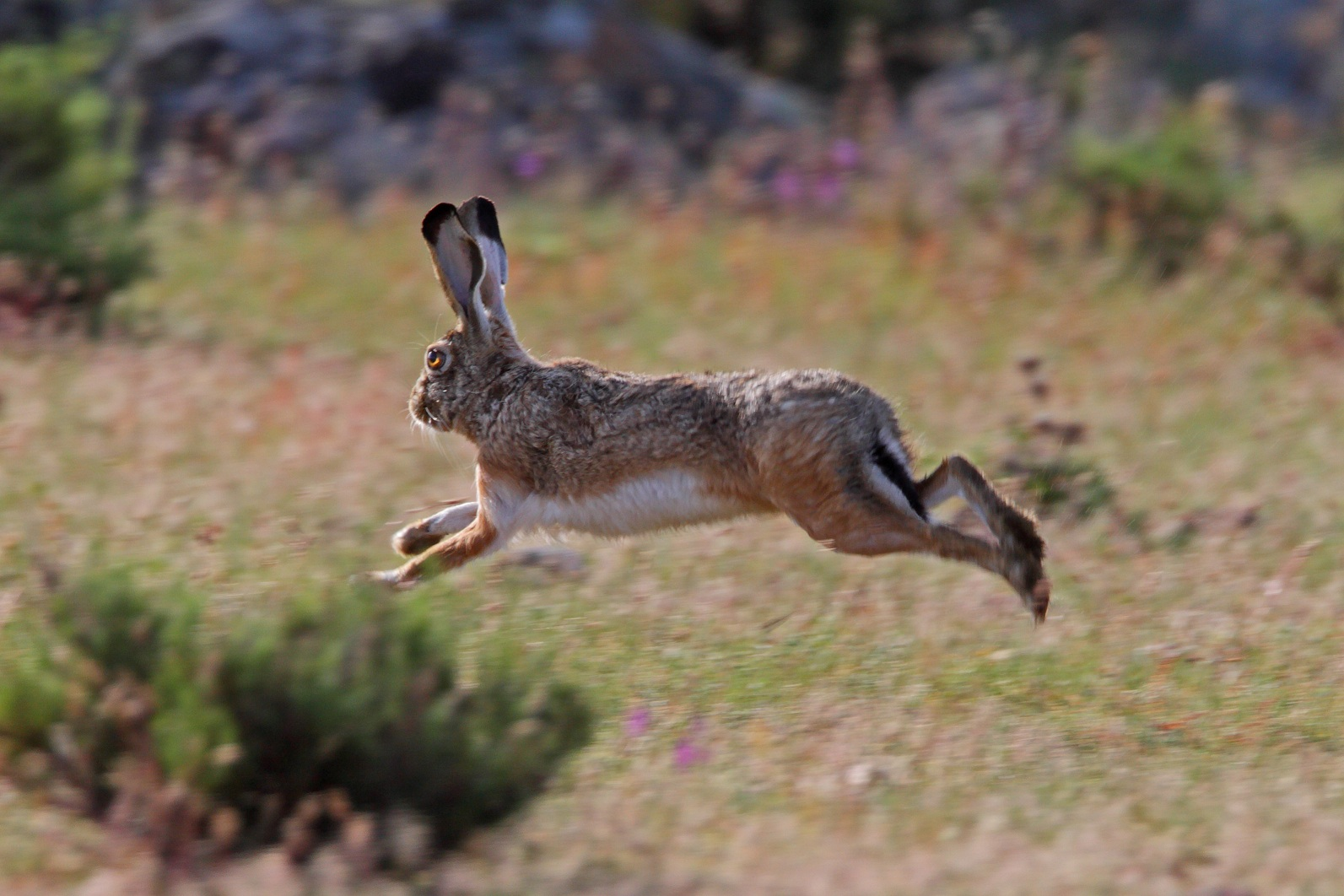
ارنب
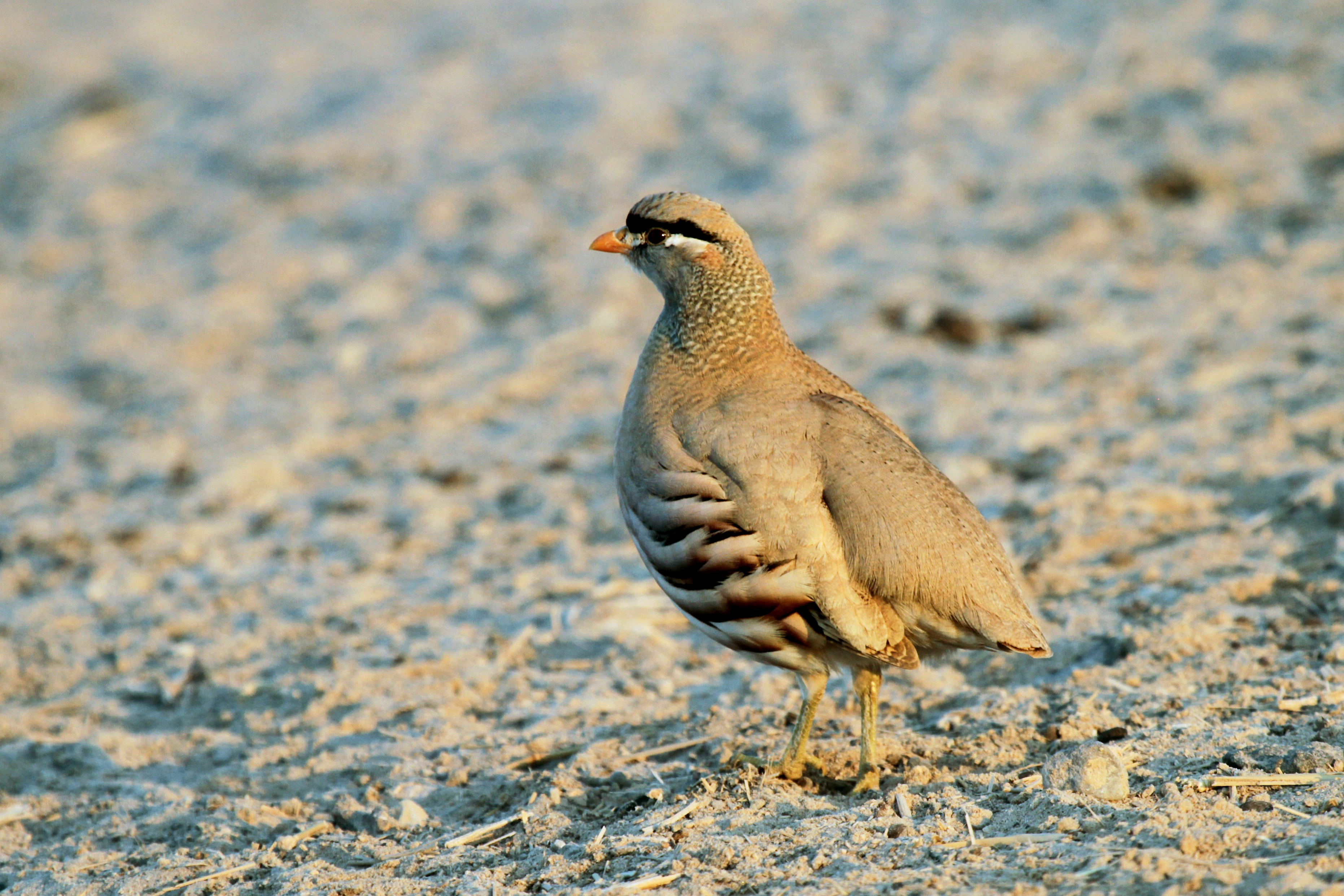
الصفرد

## وصلات خارجية
- استراحة روضه
- وادي بست كز
- سهل مدي آباد
- سهل

## أنواع السهول
- سهل داخلي
- سهل ساحلي
- الادارية لمحافظة هرمزغان
- الادارية لمحافظة هرمزغان (بلده كوخرد)